# Kay Ramczyk
Kay Ramczyk (* 27. Januar 1972 in Lübeck) ist ein deutscher Sänger, Schauspieler und Musicaldarsteller.

## Leben
Kay Ramczyk besuchte die Thomas-Mann-Schule in Lübeck und erlernte dort Grundlagen in Schauspiel und Gesang in Arbeitsgemeinschaften wie der Theater-AG und dem Chor. 1991 spielte er den Dichter Rattengift in der Schul-Inszenierung von Scherz, Satire, Ironie und tiefere Bedeutung, mit der die Theater-AG in das Grabbehaus, dem Detmolder Geburtshaus von Christian Dietrich Grabbe, eingeladen wurde. Als Jugendlicher nahm er Tanzunterricht beim Lübecker Kinder-Tanztheater Heino Heiden, mit dem er 1988 in der Hamburgischen Staatsoper in Der Nussknacker auftrat. Zwischen 1993 und 1996 studierte er Schauspiel, Gesang und Tanz an der Stage School in Hamburg. Nach der Ausbildung gründete er mit einigen Schulkollegen und Lehrern das Theater N.N. Hamburg, bei dem er einige Jahre blieb. Für die Österreichische Beteiligung bei der Expo 2000 war Kay Ramczyk als Schauspieler unter der Leitung von Martina van Boxen tätig. Zwischen 2004 und 2008 betrieb er ehrenamtlich eine Kunstgalerie in Berlin-Friedrichshain. 2009 entwickelte er die Figur Brigitte Skrothum (Anspielung auf den Namen der Schauspielerin Brigitte Grothum und das Wort Skrotum), in der er seitdem bei Veranstaltungen auftritt und seit 2018 im Podcast Hangover Berlin auf Energy Berlin zu hören ist. 2013 bis 2016 gehörte er zum Ensemble des Velvets Theaters in Wiesbaden. Er lebt in Berlin und ist seit 1998 Anhänger der neuen religiösen Bewegung Sōka Gakkai.

## Filmografie (Auswahl)
- 1996/1999: Sesamstraße
- 2001: Der Ermittler
- 2008/2009: 4 Singles
- 2008: 112 - Sie retten Dein Leben
- 2010: Echoverleihung 2010, Auftritt von Kesha (als Brigitte Skrothum)
- 2010: Der Staatsanwalt
- 2010: Hape Kerkelings Zauberhafte Weihnachten (als Brigitte Skrothum)
- 2013: Und Äktschn!
- 2022: 1972 – Münchens schwarzer September

## Theater (Auswahl)
- 1992: Im weißen Rößl – Theater Lübeck, Regie: Christian von Goetz
- 1995: Besetzer Boden – Kampnagel, Regie Ute Rauwald
- 1996: Ich, Feuerbach – Theater N.N. Hamburg, theatron, Regie: Dieter Seidel[4]
- 1996: Ein Sommernachtstraum – Theater N.N. Hamburg, Theatersommer am Kap Arkona, Regie: Dieter Seidel
- 1997: Ghetto (Jehoschua Sobol) – Theater N.N. Hamburg / Fabrik (Hamburg), Regie: Dieter Seidel
- 1998–1999 Stella-Showensemble – AIDAcara, Regie. Steve Ray
- 1997: Die Räuber – Landesbühne Hannover, Regie: Wolfgang Brehm
- 2000: The Rocky Horror Show – Imperial Theater, Regie: Frank Tannhäuser
- 2001: Emil & die Detektive[5] (Schubring / Adenberg) – Theater am Potsdamer Platz, Regie: Michael Pinkerton
- 2002: Emil & die Detektive (Schubring/Adenberg) – Operettenhaus Hamburg
- 2002: Vom Geist der Weihnacht – Theater des Westens, Regie: Jürgen Schwalbe
- 2003–2004: Blue Jeans, Buddy Holly Story, Das gibt’s nur einmal – Tourneen mit Euro-Studio Landgraf
- 2005: Sweet Charity – Grenzlandtheater Aachen, Regie: Ulf Dietrich
- 2009–2010: Nina und Brigitte – Zwei Weihnachtsengel drehen durch (als Brigitte Skrothum, mit Nina Queer)
- 2013–2016: Momo,[6] Grenzen-Los, Die Zauberflöte, Rusalka – Velvets Theater Wiesbaden
- 2021: Emigranten Sławomir Mrożek – Theater im Palais als Spielleitung[7][8]

## Diskografie
- 2002 Musical-CD Emil & die Detektive[9]